# 楼房子遗址
楼房子遗址，位于中国甘肃省环县，为一个省级文物保护单位，类型为古遗址。
楼房子遗址的历史年代为旧石器时代。